# Anton Stankowski

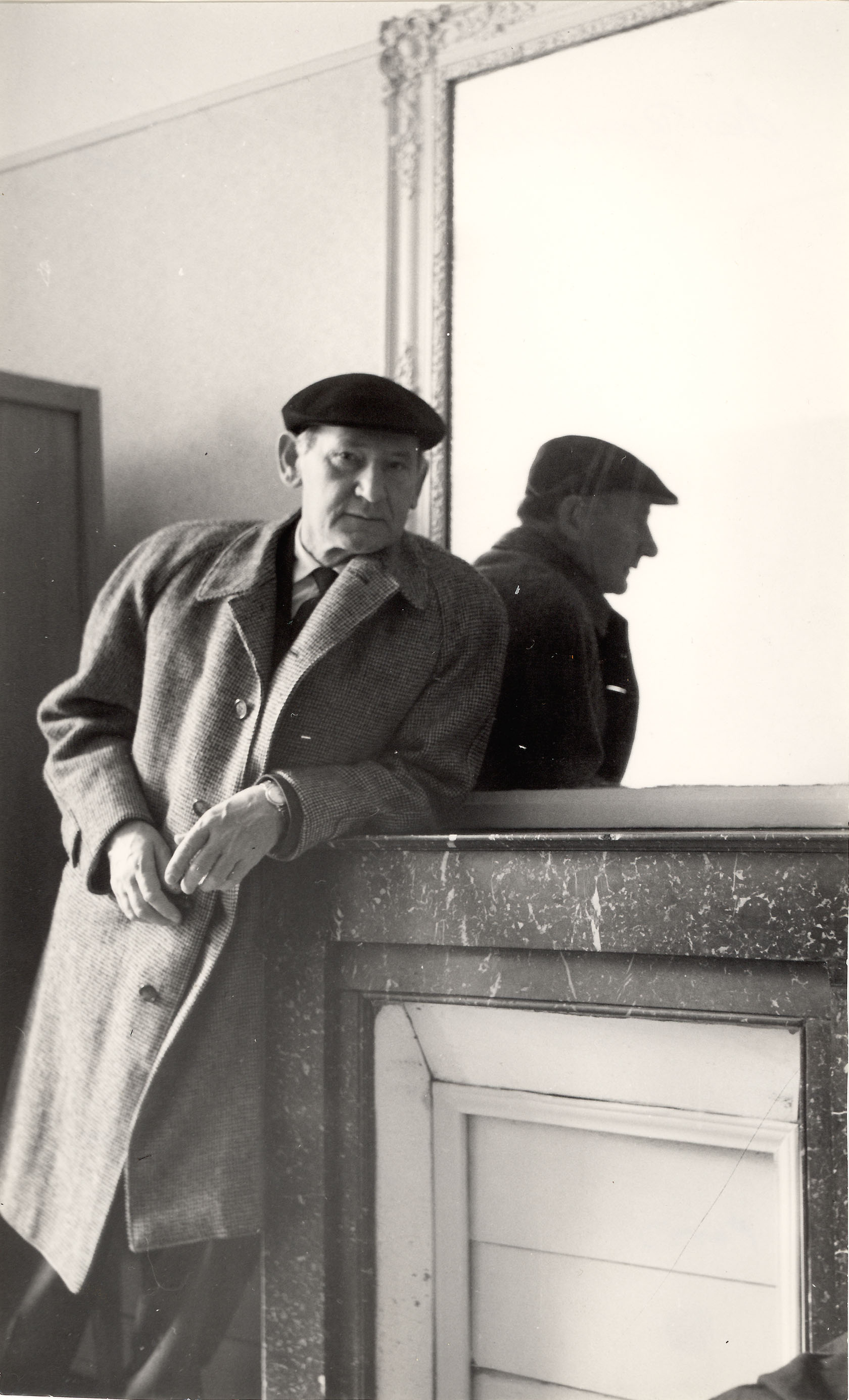
Anton Stankowski, 1958

Anton Stankowski (ur. 18 czerwca 1906 w Gelsenkirchen, zm. 11 grudnia 1998 w Esslingen am Neckar) – niemiecki malarz, grafik i fotografik.

## Życiorys
Anton Stankowski uczył się rzemiosła dekoratorskiego i malarstwa kościelnego. W 1927 rozpoczął studia grafiki, typografii i fotografiki w uczelni artystycznej Folkwangschule w Essen u Maxa Burchartza.
W 1929 Anton Stankowski przeniósł się do Zurychu, gdzie rozpoczął pracę w atelier reklamowym Maxa Dalanga. Swój styl twórczości nazwał „grafiką konstruktywną”.
W 1934 utracił pozwolenie na pracę w Szwajcarii i powrócił do Niemiec. W Stuttgarcie pracował jako niezależny grafik. W roku 1940 powołany do wojska, do roku 1948 przebywał w niewoli. Po powrocie pracował jako redaktor graficzny i fotograf dla „Stuttgarter Illustrierte”.
W 1951 założył własną pracownię. Wykładał na Hochschule für Gestaltung (Wyższa Szkoła Designu) w Ulm.
W tym okresie zaprojektował logo dla firm niemieckich, m.in. Iduna i Viessmann.

Logo Deutsche Bank

W 1972 jego współpracownikiem został Karl Duschek, który od 1975 przejął kierownictwo pracowni. W tym czasie powstały m.in. logo Deutsche Bank i Bild-Zeitung.
Od połowy lat siedemdziesiątych XX w. zajął się w coraz większym stopniu malarstwem. W 1983 założył fundację swojego imienia, wyróżniającą twórców, którzy przełamują bariery między sztuką czystą a użytkową.
Anton Stankowski do końca życia tworzył w stylu abstrakcji geometrycznej, który sam stworzył w końcu lat dwudziestych.